# Vaudigny
Pour l’article ayant un titre homophone, voir Vaudignies.
Vaudigny est une commune française située dans le département de Meurthe-et-Moselle, en région Grand Est.

## Géographie
Vaudigny est située à 30 km au sud de Nancy, chef-lieu du département. Son sol est argilo-calcaire favorisant la culture du blé et de l'avoine.
L'altitude de Vaudigny est en moyenne de 302 mètres.
Le territoire de la commune est traversé par le Madon dans lequel se jette le ruisseau de Pettaville.
|           | Vaudeville |            |
|           | Vaudigny   |            |
| Xirocourt |            | Lebeuville |

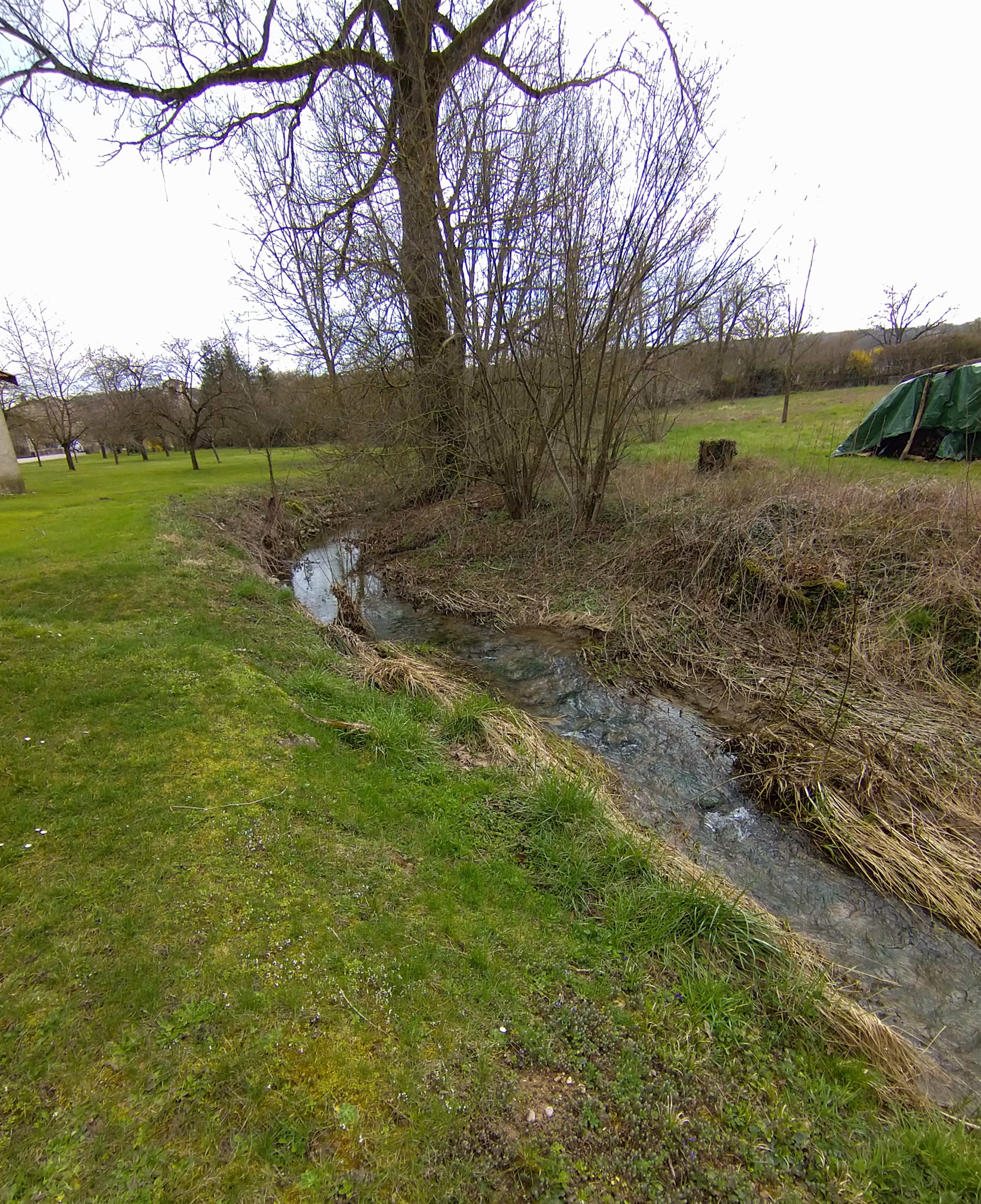
Ruisseau de Pettaville.
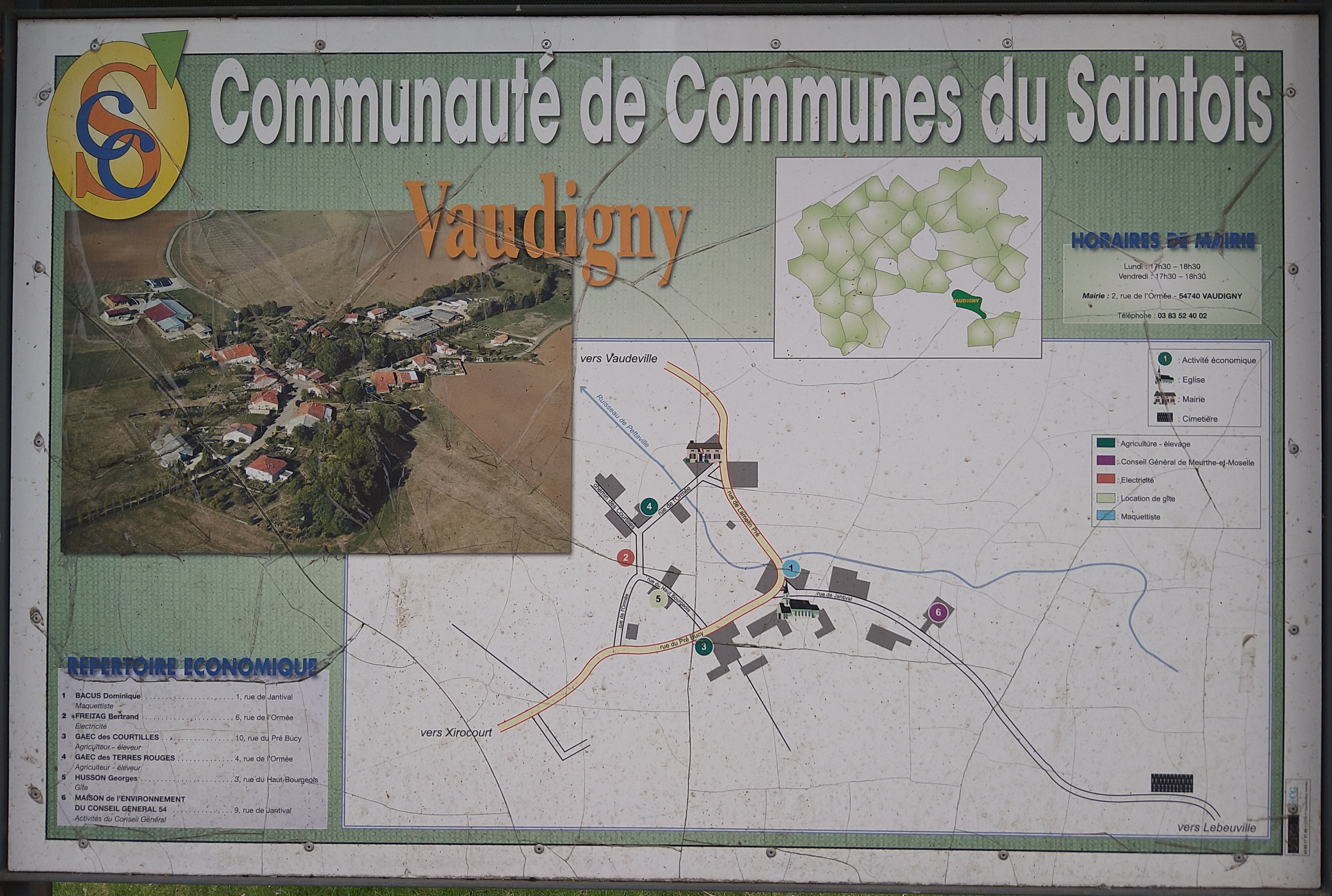
Plan du village.

### Hydrographie
La commune est dans le bassin versant du Rhin, au sein du bassin Rhin-Meuse. Elle est drainée par le Madon et le ruisseau de Pettaville,.
Le Madon, d'une longueur de 97 km, prend sa source dans la commune de Vioménil et se jette  dans la Moselle à Pont-Saint-Vincent, après avoir traversé 47 communes. 

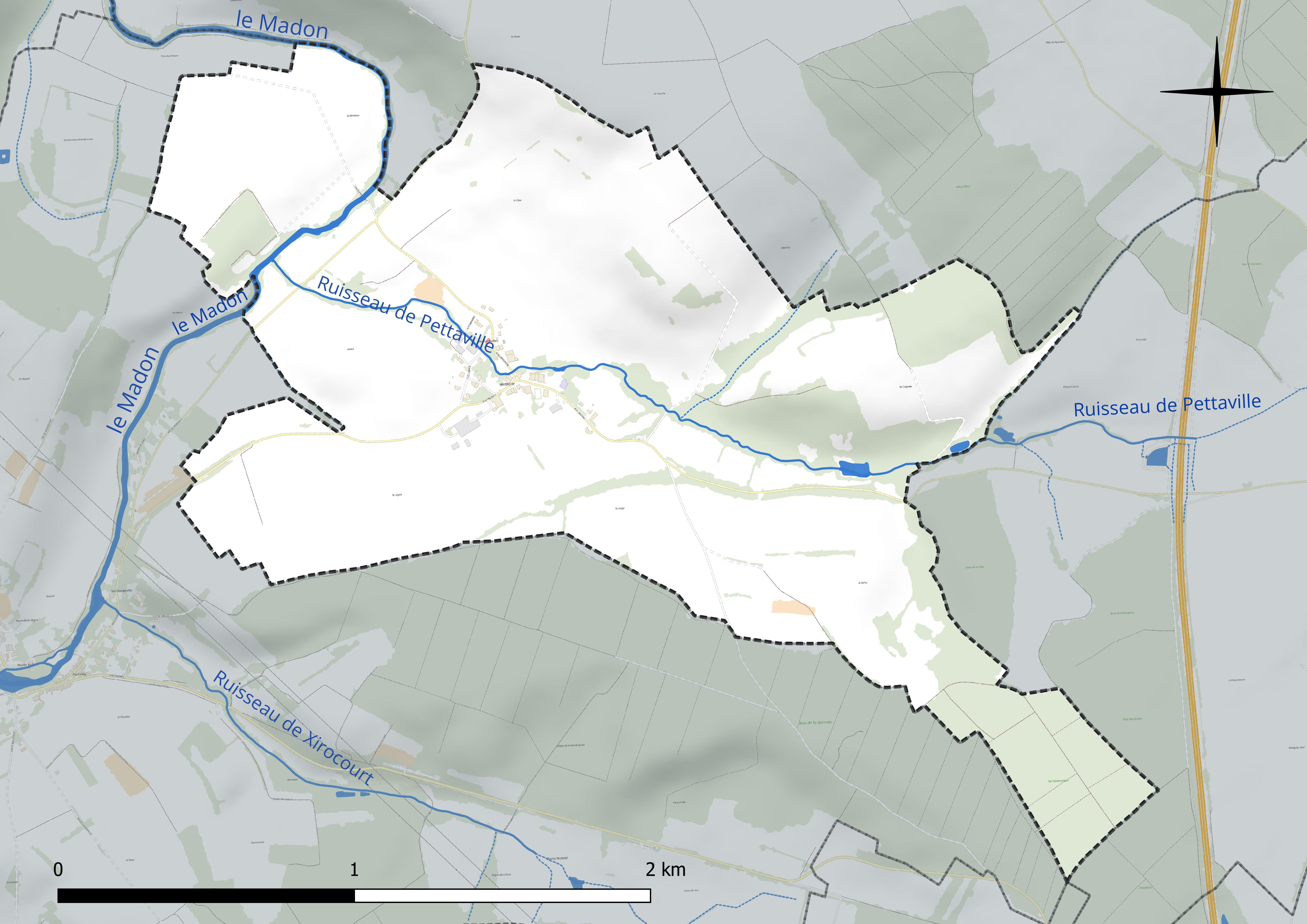
Réseau hydrographique de Vaudigny.

### Climat
Pour des articles plus généraux, voir Climat du Grand Est et Climat de Meurthe-et-Moselle.
En 2010, le climat de la commune est de type climat des marges montargnardes, selon une étude du Centre national de la recherche scientifique s'appuyant sur une série de données couvrant la période 1971-2000. En 2020, Météo-France publie une typologie des climats de la France métropolitaine dans laquelle la commune est exposée à un climat semi-continental et est dans la région climatique  Lorraine, plateau de Langres, Morvan, caractérisée par un hiver rude (1,5 °C), des vents modérés et des brouillards fréquents en automne et hiver. 
Pour la période 1971-2000, la température annuelle moyenne est de 9,9 °C, avec une amplitude thermique annuelle de 17,1 °C. Le cumul annuel moyen de précipitations est de 915 mm, avec 12,6 jours de précipitations en janvier et 9,7 jours en juillet. Pour la période 1991-2020, la température moyenne annuelle observée sur la station météorologique de Météo-France la plus proche, « Mirecourt-inra », sur la commune de Mirecourt à 16 km à vol d'oiseau, est de 10,4 °C et le cumul annuel moyen de précipitations est de 824,3 mm. 
La température maximale relevée sur cette station est de 39,5 °C, atteinte le 25 juillet 2019 ; la température minimale est de −19,5 °C, atteinte le 20 décembre 2009,,. 
Les paramètres climatiques de la commune ont été estimés pour le milieu du siècle (2041-2070) selon différents scénarios d'émission de gaz à effet de serre à partir des nouvelles projections climatiques de référence DRIAS-2020. Ils sont consultables sur un site dédié publié par Météo-France en novembre 2022.

## Urbanisme

### Typologie
Au 1er janvier 2024, Vaudigny est catégorisée commune rurale à habitat dispersé, selon la nouvelle grille communale de densité à sept niveaux définie par l'Insee en 2022.
Elle est située hors unité urbaine. Par ailleurs la commune fait partie de l'aire d'attraction de Nancy, dont elle est une commune de la couronne,. Cette aire, qui regroupe 353 communes, est catégorisée dans les aires de 200 000 à moins de 700 000 habitants,.

### Occupation des sols
L'occupation des sols de la commune, telle qu'elle ressort de la base de données européenne d’occupation biophysique des sols Corine Land Cover (CLC), est marquée par l'importance des territoires agricoles (82,9 % en 2018), une proportion identique à celle de 1990 (82,9 %). La répartition détaillée en 2018 est la suivante : prairies (44,4 %), terres arables (38,4 %), forêts (17,1 %). L'évolution de l’occupation des sols de la commune et de ses infrastructures peut être observée sur les différentes représentations cartographiques du territoire : la carte de Cassini (XVIIIe siècle), la carte d'état-major (1820-1866) et les cartes ou photos aériennes de l'IGN pour la période actuelle (1950 à aujourd'hui).

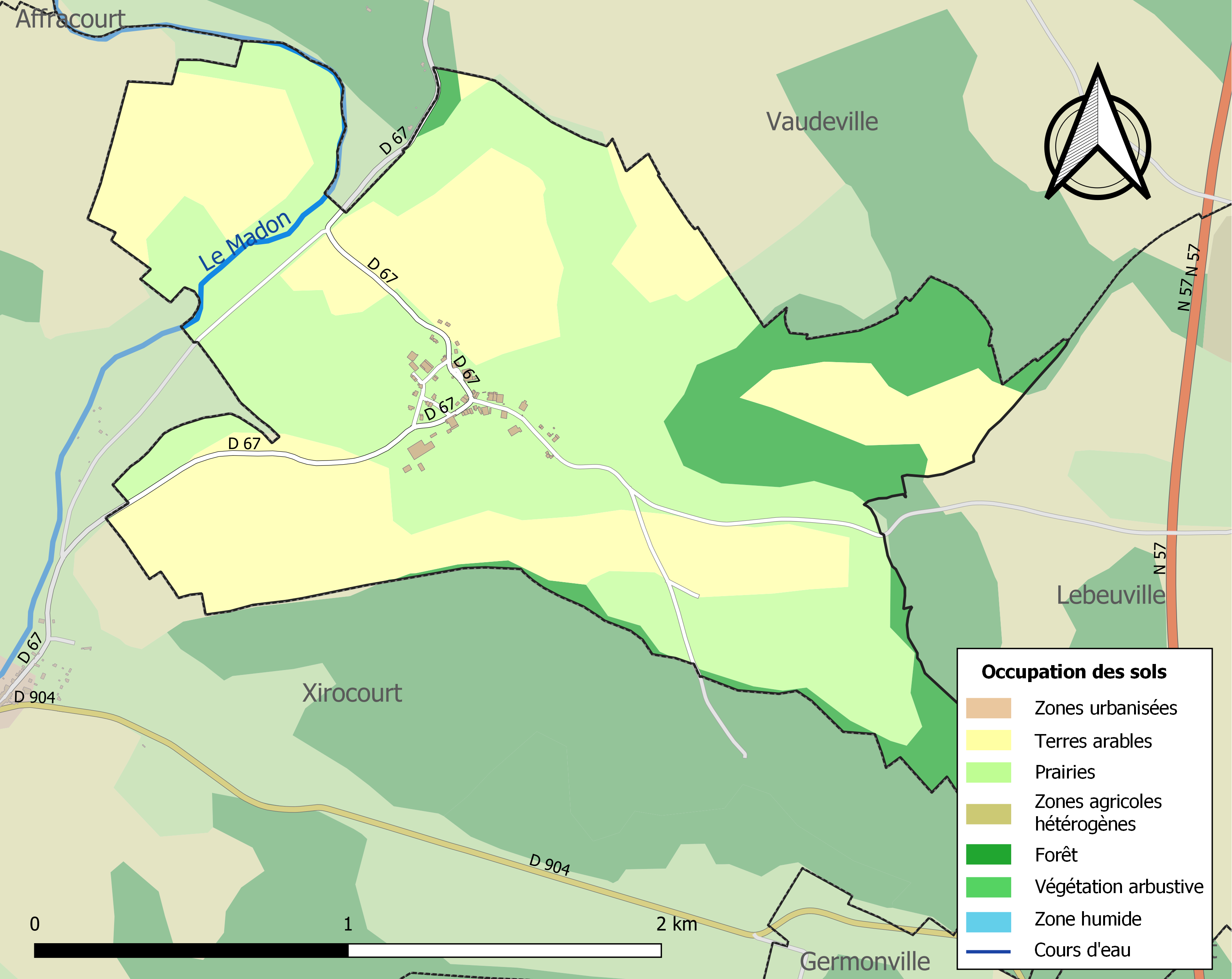
Carte des infrastructures et de l'occupation des sols de la commune en 2018 (CLC).

## Toponymie
Bien que qualifié de hameau jusqu,au XVIIIe siècle, Vaudigny apparaît parfois dans certains actes.
Le nom de la localité est attesté sous les formes Wadegneiz (1296) ; Voutegney (1408) ; Wadegney (1522) puis Vaudigny-sur-Madon en 1779[réf. nécessaire].

## Histoire
Une voie romaine partiellement dépavée est connue au XIXe siècle. Elle est située au nord-est du village et prend la direction de Lebeuville et de Charmes.
Le fief de Vaudigny dépendait de la châtellenie et du bailliage de Nancy, du doyenné du Santois, du diocèse de Toul et du canton d'Haroué.
En 1296, Emile de Saint-Menge, écuyer, cède au duc Ferry III de Lorraine ce qu'il possède à Vaudigny ; en 1542, le duc Antoine engage à Giles de Trèves ses droits et portions de Vaudigny et le 15 août 1574, Giles de Trèves, doyen de l'église Saint-Maxe de Bar, donne son dénombrement pour la terre et seigneurie de Vaudigny.
Dans l'église de Vaudigny, dit le pouillé, existe une chapelle fondée le 21 mars 1525 par Jean de Vaudigny en l'honneur de la Trinité et de la sainte Vierge. Dans la monographie de la commune, il est indiqué, par ailleurs, qu'il existe sur le seuil de l'église une pierre tumulaire avec l'image d'un prêtre et l'inscription « Louis Plomé, de Vaudignyn fondateur de cette chapelle… ».
Au XVIIIe siècle, Vaudigny fait partie, à titre patrimonial, du marquisat de Craon par contrat de mariage du 30 mars 1745. Le village devient plus important : en 1709, il compte 7 ou 8 ménages, alors qu'en 1782, Vaudigny a 25 feux et 95 communiants et « Chaque habitant qui n'est arrenté  envers le seigneur, le prince de Craon, lui doit annuellement un resal d'avoine ras, mesure d'Ormes, une poule et 7 blancs d'argent ; les veuves ne paient que moitié. De plus, pour droit de guet et de banalité de four, 5 gros ».
En 1802, Vaudigny est annexé à Vaudeville avec saint Martin comme patron.
Le 21 avril 1888, un vase en poterie granulée avec 1 500 pièces en argent est découvert dans le jardin des Mules. Elles proviendraient de l'ancienne abbaye de Chatel distante de 28 km et dateraient de l'époque de Louis XII.
Les communes d'Ormes-et-Ville et de Vaudigny ont été détachées de Les Mesnils-sur-Madon qui a pris le nom de Crantenoy en 1987.

## Politique et administration
| Période                                  | Période   | Identité                  | Étiquette | Qualité                                                     |
| ---------------------------------------- | --------- | ------------------------- | --------- | ----------------------------------------------------------- |
| Les données manquantes sont à compléter. |           |                           |           |                                                             |
| avant 1967                               | mars 2008 | Georges Husson            | DVD       | Agriculteur, député suppléant de Marcel Bigeard (1978-1986) |
| mars 2008                                | mai 2020  | Christian Royer           |           |                                                             |
| mai 2020                                 | En cours  | François Toussain-Noviant |           | Agriculteur                                                 |

## Population et société

### Démographie
L'évolution du nombre d'habitants est connue à travers les recensements de la population effectués dans la commune depuis 1793. Pour les communes de moins de 10 000 habitants, une enquête de recensement portant sur toute la population est réalisée tous les cinq ans, les populations de référence des années intermédiaires étant quant à elles estimées par interpolation ou extrapolation. Pour la commune, le premier recensement exhaustif entrant dans le cadre du nouveau dispositif a été réalisé en 2008.

En 2022, la commune comptait 82 habitants, en évolution de +9,33 % par rapport à 2016 (Meurthe-et-Moselle : −0,13 %, France hors Mayotte : +2,11 %).
| 1793 | 1800 | 1806 | 1821 | 1831 | 1836 | 1841 | 1846 | 1851 |
| ---- | ---- | ---- | ---- | ---- | ---- | ---- | ---- | ---- |
| 118  | 128  | 122  | 155  | 168  | 177  | 201  | 200  | 193  |

| 1856 | 1861 | 1872 | 1876 | 1881 | 1886 | 1891 | 1896 | 1901 |
| ---- | ---- | ---- | ---- | ---- | ---- | ---- | ---- | ---- |
| 177  | 160  | 150  | 156  | 153  | 158  | 148  | 132  | 121  |

| 1906 | 1911 | 1921 | 1926 | 1931 | 1936 | 1946 | 1954 | 1962 |
| ---- | ---- | ---- | ---- | ---- | ---- | ---- | ---- | ---- |
| 122  | 105  | 88   | 73   | 77   | 71   | 59   | 53   | 48   |

| 1968 | 1990 | 1999 | 2006 | 2008 | 2013 | 2018 | 2022 | - |
| ---- | ---- | ---- | ---- | ---- | ---- | ---- | ---- | - |
| 49   | 46   | 41   | 46   | 48   | 71   | 75   | 82   | - |

## Économie
Vaudigny est un village essentiellement agricole qui cultive, déjà en 1888, des céréales comme le blé et l'avoine, l'avoine et l'orge et moins les pommes de terre et les betteraves.
En 2022, la culture, l'élevage, la sylviculture et la pêche restent les activités principales parmi la dizaine d'entreprises cataloguées. Il y a également des entreprises d'installation électrique, de menuiserie de bois ou métallurgique, de construction ou de soutien technique.

## Culture locale et patrimoine

### Lieux et monuments
- Maison départementale de l'environnement, gérée par le conseil général de Meurthe-et-Moselle.
- Stèle du Sentier de l'Europe, inaugurée le 15 avril 1988 par Bernard Bosson ministre délégué aux Affaires européennes.
- Église Saint-Martin, chœur du XVe et XVe siècles, nef remaniée en 1875.

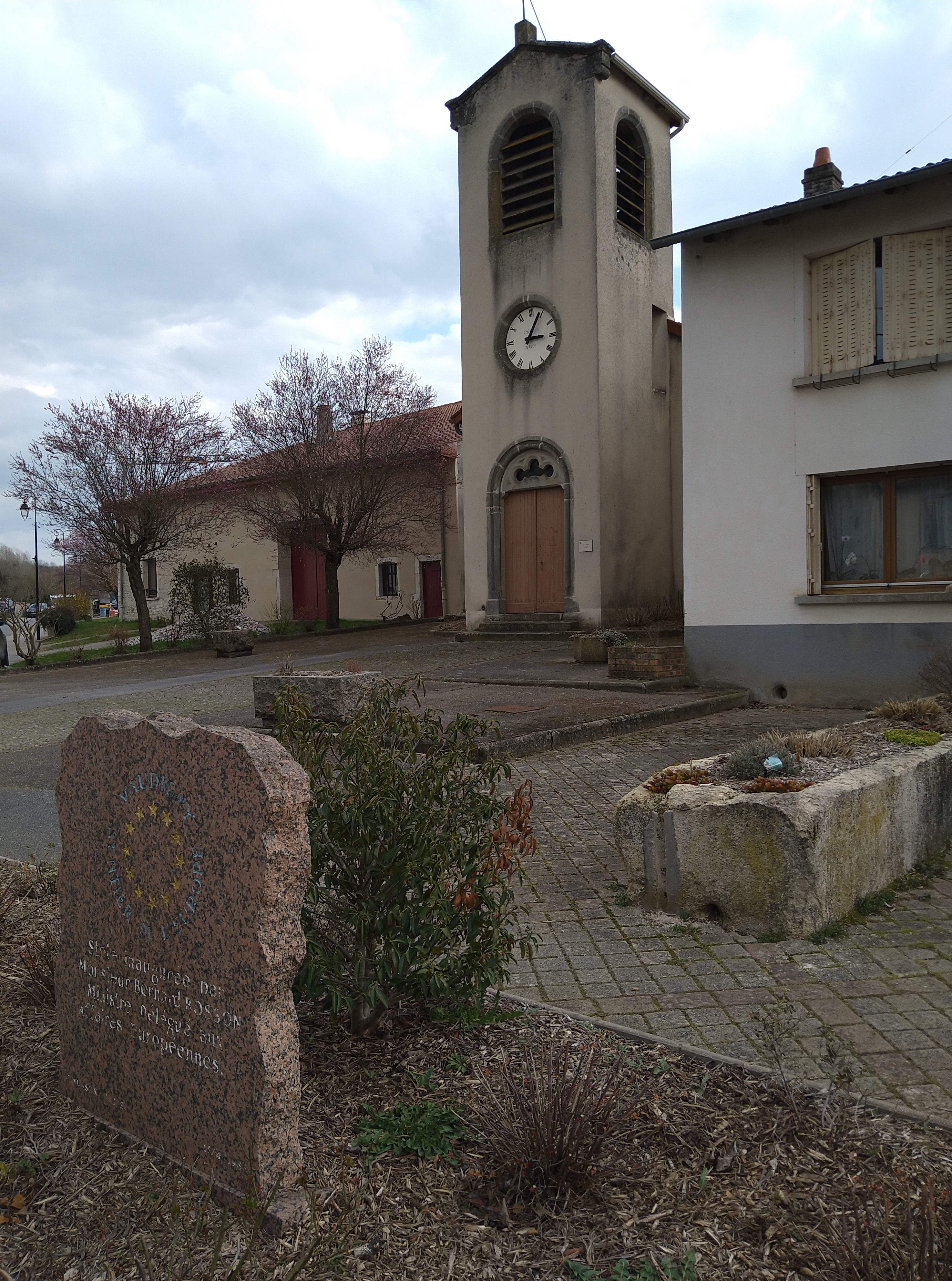
Église Saint-Martin.
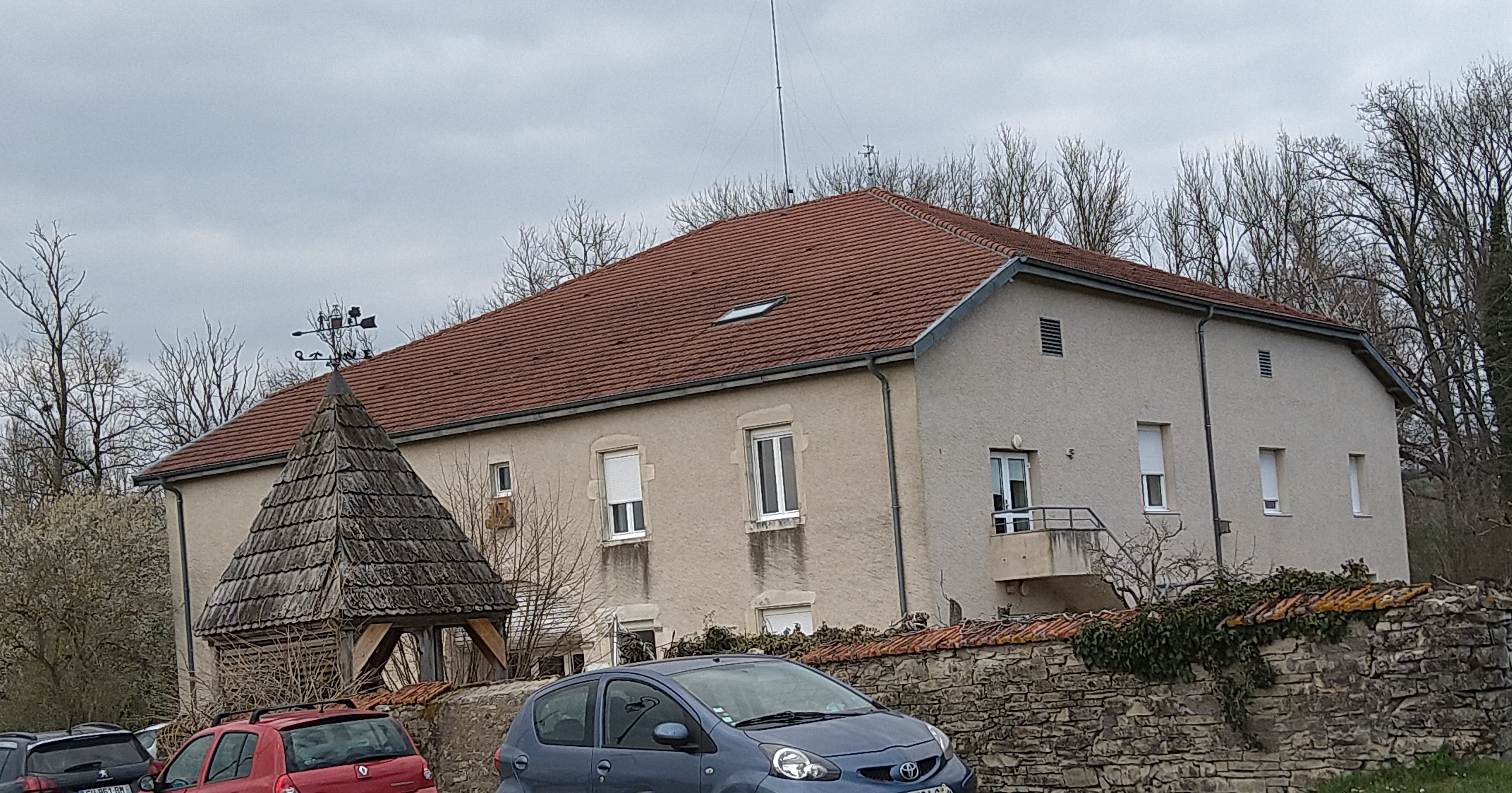
Maison départemental de l'environnement.
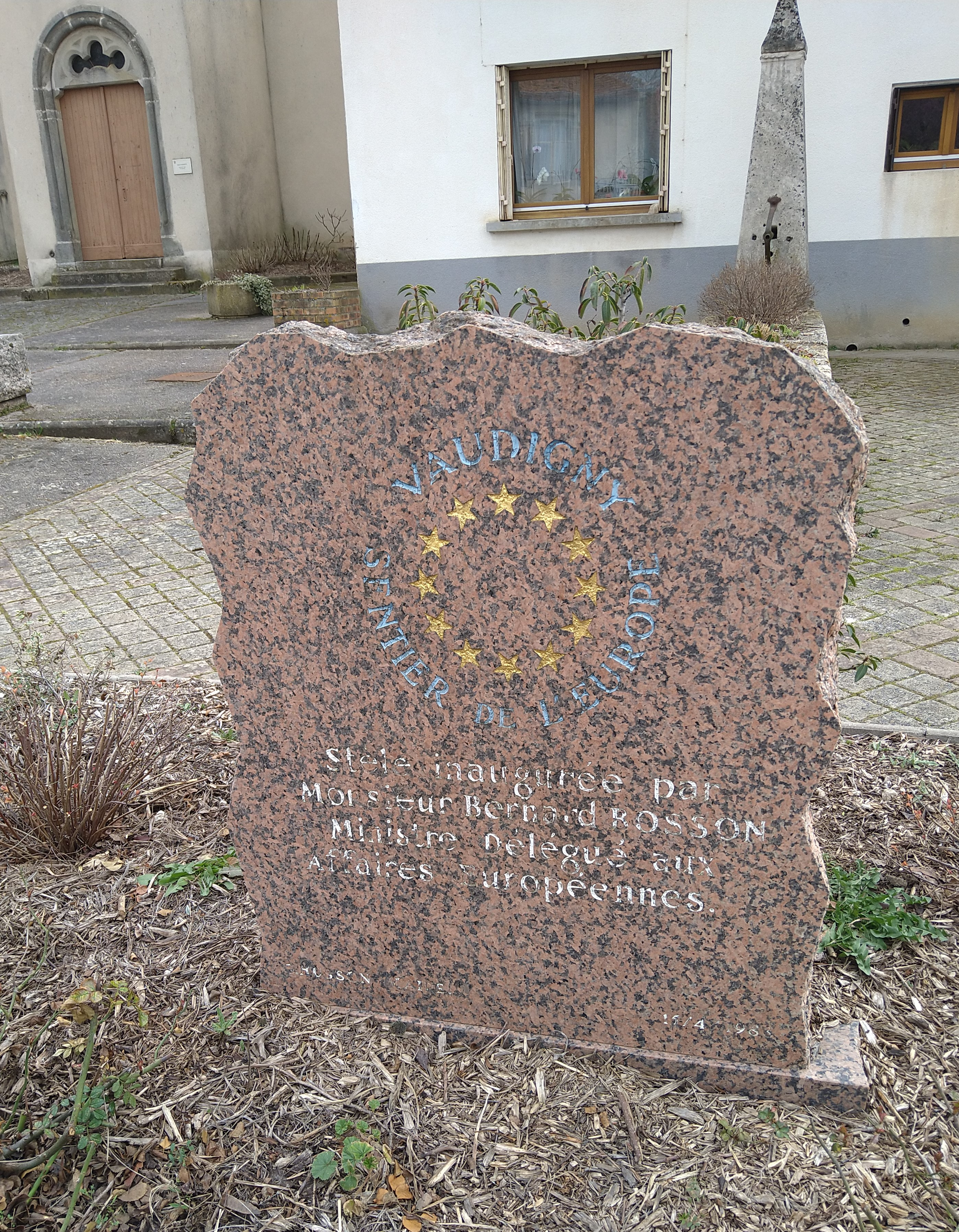
Stèle du sentier de l'Europe.

### Personnalités liées à la commune
- Charles-Nestor Eury (1847-1875), né à Vaudigny le 30 mai 1847, médecin, maire de Charmes de 1889 à 1903, conseiller général du canton de Charmes de 1895 à 1919 et président du conseil général des Vosges en 1919[28].

### Héraldique
| Blason de Vaudigny | Blason  | D'or au triangle de gueules accompagné de trois croissants du même.                                                |
| Blason de Vaudigny | Détails | Ce sont les armes de Jean de Trève, propriétaire dans la commune. Le statut officiel du blason reste à déterminer. |